# 陈长发
陈长发，中华人民共和国政治人物、全国脱贫攻坚先进个人。

## 生平
陈长发任化州市中垌镇公居村驻村第一书记兼扶贫工作队队长，中国铁路广州局集团有限公司三茂铁路股份有限公司副总经理。因在脱贫攻坚战中作出突出贡献，2021年2月25日全国脱贫攻坚总结表彰大会上，陈长发被授予“全国脱贫攻坚先进个人”。